# Præ-Nectarian
Perioden Præ-Nectarian[kilde mangler] i Månens historie strækker sig fra for 4.533 millioner år siden (tidspunktet for Månens dannelse) til for 3.920 millioner år siden, da Nectaris-bassinet dannedes ved nedslag af et stort objekt fra rummet.
Perioden efterfølges af Nectarian-perioden. Klipper fra Præ-Nectarian er sjældne i de måneprøver, der er indhentet. De er fortrinsvis sammensat af materiale fra Månens højland, som er blevet stærkt rodet rundt og varmemæssigt påvirket af senere nedslag, især under det Sene kraftige bombardement af det indre solsystem, som markerer den omtrentlige begyndelse af Nectarian-perioden. Det oprindelige materiale fra Månens højland fra Præ-Nectarian domineres af typen anorthosit, hvilket antyder, at den tidlige fase af dannelsen af Månens skorpe skete ved mineralkrystallisation af et udbredt magmaocean.
Denne geologiske periode er uformelt blevet opdelt i Kryptiske æra (4.533 – 4.172 millioner år siden) og Bassingruppe 1-9 (4,172 – 3,92 milliarder år siden), men disse opdelinger benyttes ikke på de geologiske månekort fra USAs geologiske undersøgelser.

## Forholdet til Jordens geologiske tidsaldre
Eftersom der findes meget lidt (eller intet) bevaret geologisk materiale på Jorden fra det tidsrum, som svarer til Månens Præ-Nectarian-periode, er den blevet brugt som inddeling af i det mindste et videnskabeligt værk om Jordens geologiske historie for at underopdele den uofficielle Hadal æon. Det ses af og til, at Hadal opdeles i den Kryptiske æra, Bassingruppe 1-9, Nectarian og Nedre Imbrian, selv om de to første af disse opdelinger for Månens vedkommende er uformelle og sammen udgør Præ-Nectarian.